# Vita Semerenko
Viktorija "Vita" Semerenko (ukrainska: Вікто́рія Олекса́ндрівна Семере́нко, Viktorija Oleksandrivna Semerenko), född den 18 januari 1986, är en ukrainsk skidskytt. Hon är tvillingsyster till Valentyna Semerenko.
Semerenkos genombrott kom när hon blev tvåa vid junior-VM 2005 i distanstävlingen. Som senior blev hon fyra vid VM 2008 i masstarten. Vid samma mästerskap blev hon silvermedaljör med det ukrainska stafettlaget. Hon deltog vidare vid VM 2009 där hon åter slutade på fjärde plats i masstarten.
I världscupen har hon tre andraplatser som sina bästa placeringar. 
I världsmästerskapen i skidskytte 2011 i Chanty-Mansijsk vann hon brons i damernas distanslopp över 15 km.
Semerenko vann en bronsmedalj i sprinten i olympiska vinterspelen 2014 i Sotji.